# João Gil

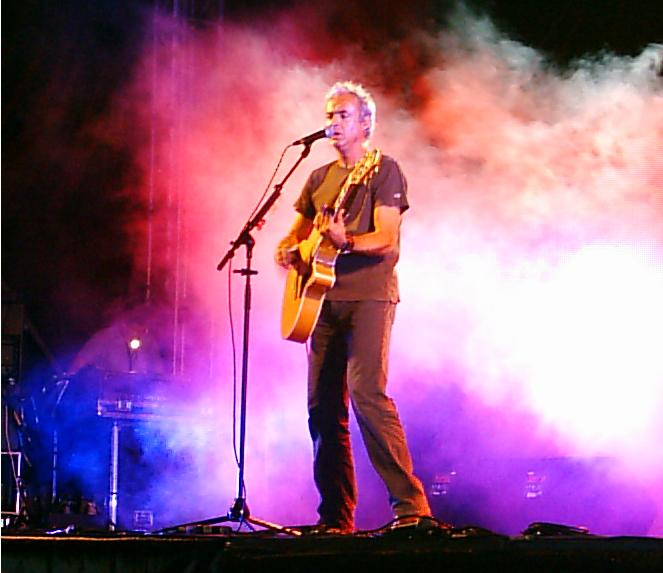
João Gil en concierto con Filarmónica Gil en Sacavém, Portugal, en el año 2005.

João Manuel Gil Lopes, más conocido como João Gil, nacido en Covilhã, es un guitarrista y compositor portugués y uno de los fundadores del grupo Trovante.

## Trayectoria artística
Gil inició su carrera musical, junto con Artur Costa en el grupo de canción protesta Soviete de Areeiro en 1975.
En 1976, con Luís Represas, João Nuno Represas y Manuel Faria forma el grupo Trovante, grupo de gran éxito hasta su separación en 1991. 
En 1992, con Artur Costa funda Moby Dick.
En 1993, junto a João Monge, Manuel Paulo, José Moz Carrapa e Nuno Guerreiro, funda el grupo Ala dos Namorados, grupo que abandona en el 2006 para formar la Filarmónica Gil con Nuno Norte y Rui Costa.
Participó en los proyectos de la banda Rio Grande junto a João Monge, Rui Veloso, Vitorino, Tim de los Xutos & Pontapés y Jorge Palma en 1996, y en los Cabeças no Ar en el año 2002.
En 2013 compuso "Missa Brevis" compuesta por 13 canciones para acompañar la liturgia católica en latín.